# Île Renaud
Pour les articles homonymes, voir Renaud (homonymie).
L'île Renaud est une île de l’Antarctique, située dans l'océan Atlantique Sud, entre les îles Pitt et l'île Rabot, appartenant à l'archipel des îles Biscoe. Couverte de glace, elle est longue d'environ 35 kilomètres et large de 6 à 15 kilomètres. Elle a été découverte au cours de la deuxième expédition Charcot, en 1908-1910. À ouest de l'île Renaud se trouvent les Îles Wiese.